# Мігель Анхель Перес Ласа
Мігель Анхель Перес Ласа (Андоайн, Гіпускоа, Країна Басків, Іспанія, 31 жовтня 1967) — колишній іспанський футбольний арбітр, що судив матчі найвищої іспанської ліги. Член Комітету арбітрів країни Басків.

## Кар'єра
Провівши два роки в Другому дивізіоні, 7 вересня 1997 року дебютував у Ла-Лізі в матчі «Реал Сарагоса» проти «Реал Ов'єдо» (3-3). Має високий показник попереджень за сезон.
2006 року мав дебютувати на міжнародній арені, але Вікторіано Санчес Армініо, президент Технічного комітету арбітрів, залишив його без значка ФІФА, бо разом з Артуро Дауденом Ібаньєсом він відмовився підписати документ, який закликав позбавити членства в комісії з призначення Антоніо Хесуса Лопеса Ньєто та Антоніо Мартіна Наваррете.
2009 року в Іспанії вийшов документальний фільм «Рефері», знятий Canal+, в якому головну роль зіграв Перес Ласа.
Кар'єру арбітра завершив у сезоні 2012-2013. Останній матч, який він обслуговував, між командами «Реал Мадрид» і «Осасуна» (4-2) відбувся 1 червня 2013 року.

## Нагороди
- Премія Дон Балон[es] (1): 2009